# Stage Struck (1925)
Stage Struck is een Amerikaanse filmkomedie uit 1925 onder regie van Allan Dwan. In Nederland werd de film destijds uitgebracht onder de titel Plankenkoorts.

## Verhaal
De serveerster Jennie Hagen droomt ervan actrice te worden. Haar vriend Orme Wilson heeft alleen oog voor een actrice op een theaterboot. Jennie gaat werken op die boot en bedenkt een plan om een toneelrolletje te krijgen.

## Rolverdeling
| Acteur              | Personage       |
| ------------------- | --------------- |
| Gloria Swanson      | Jennie Hagen    |
| Lawrence Gray       | Orme Wilson     |
| Gertrude Astor      | Lillian Lyons   |
| Oliver Sandys       | Hilda Wagner    |
| Ford Sterling       | Buck            |
| Carrie Scott        | Mevrouw Wagner  |
| Emil Hoch           | Mijnheer Wagner |
| Margery Whittington | Soubrette       |